# Westboro Baptist Church
Westboro Baptist Church (WBC) är en amerikansk fristående baptistförsamling i Topeka i Kansas. Församlingen, som har letts av Fred Phelps, är känd för sina kampanjer mot homosexualitet, bland annat i form av webbplatsen God Hates Fags. Enligt uppgift från Southern Baptists kan församlingen ha uppåt hundra aktiva medlemmar, varav cirka 80% är släktingar till Phelps, men den mediala uppmärksamheten har lett till att församlingens webbplats i början av september 2005 hade kommit upp i hela 5,4 miljoner besökare. Församlingen betraktas av många i hemlandet som en renodlad sekt, och den saknar band till något kyrkosamfund.

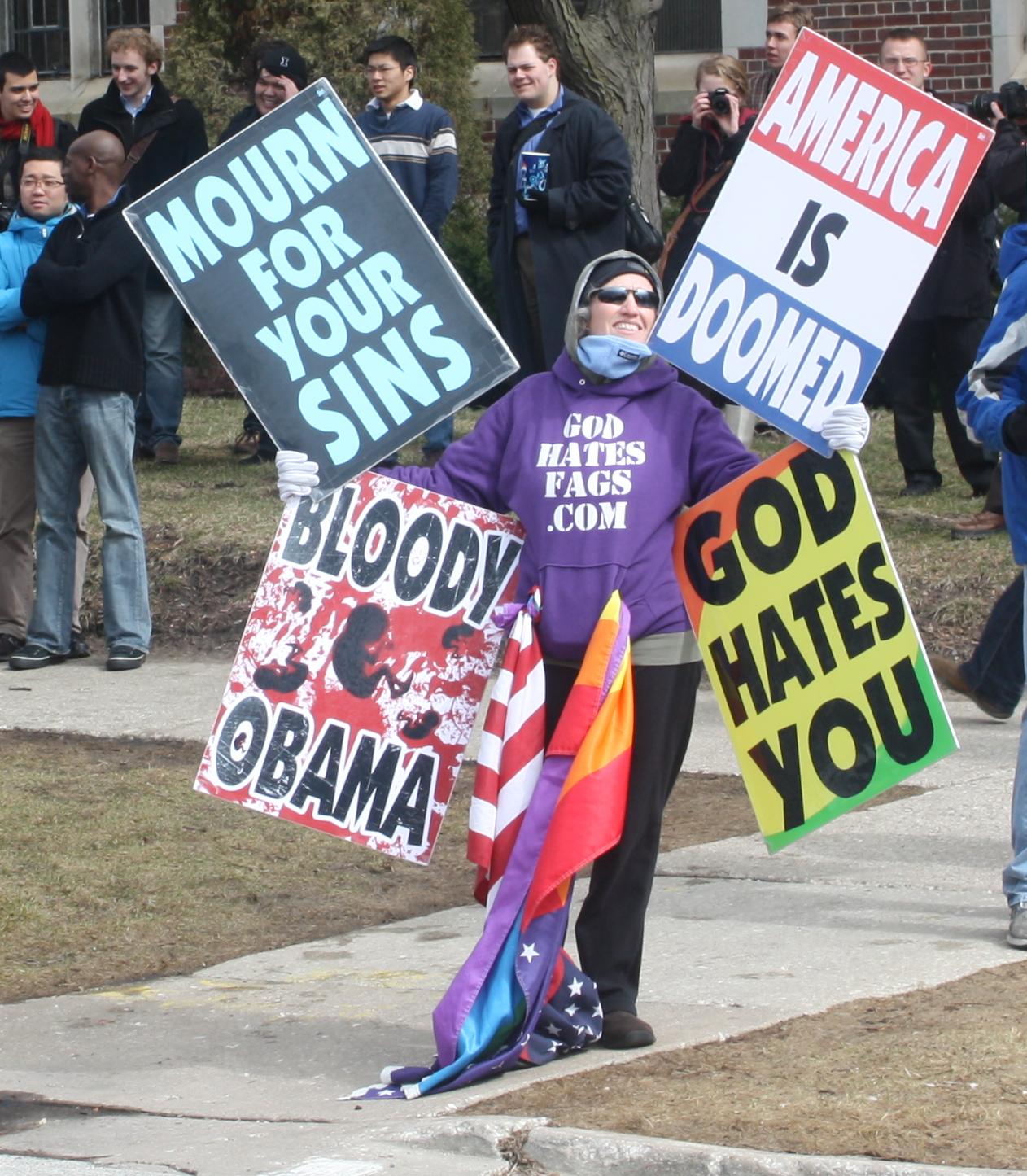
Westboro Baptist Church har gjort sig kända för sina demonstrationer med slogans som "God hates fags".

## Teologi

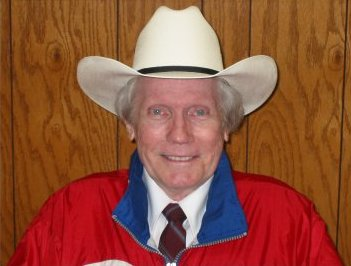
Fred Phelps, kyrkans grundare och ledare.

Phelps har beskrivit församlingen som "old school baptist" eller "primitive baptist". Från sin webbplats länkar man bland annat till brittiske baptistpredikanten Charles Spurgeon. I likhet med Spurgeon predikar Phelps en närmast extrem bibeltrohet. Utöver Bibeln hänvisas till kalvinismens fem pelare. Det specifikt Phelpska i WBC:s baptistiska förkunnelse är fokus på illviljan mot homosexuella:
| ”                                                  | Hate in the Deity is not a passion like it is with humans...It is a purpose that is a part of his Nature and His essential attributes. From all eternal ages past, God has loved some of Adam's race and purposed to do them good, and he's hated the rest and purposed to punish them for their sins. | „ |
| – citerad i Topeka Capital Journal, 3 augusti 1994 | |   |

Phelps uppger att antalet bibelställen som talar om Guds hat är 2/3 fler än dem som talar om Guds kärlek. Förutom den vikt han fäster vid hatet från Gud anser han även att människornas hat mot den sanne bibelpredikanten utgör själva beviset för att denne framlägger läran i enlighet med Guds vilja. För att vinna kärleken från Gud ska det alltså vara nödvändigt att ådra sig hat från medmänniskorna.
Efter Barack Obama valts till president i USA har WBC börjat hävda att han är Antikrist, vilket de menar sig ha bibliskt stöd för.

### Guds straff åt Amerika
När amerikanska soldater stupar i till exempel Irak eller Afghanistan anser kyrkan att detta beror på att Gud straffar Amerika med anledning av att USA tillåter homosexualitet. Medlemmar från Westboro Baptist Church dyker ofta upp med sina plakat och demonstrerar vid begravningarna av amerikanska soldater. På grund av detta grundades Patriot guard riders i Kansas 2006.

## Aktiviteter

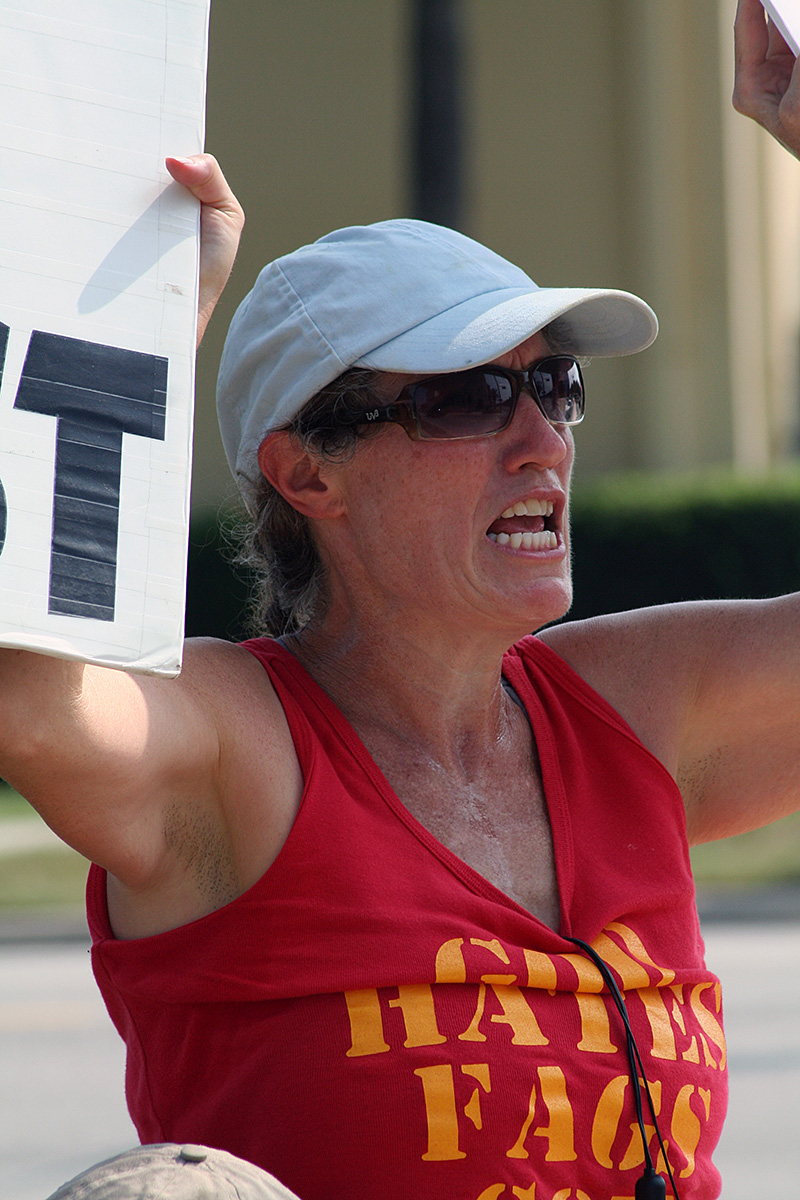
Shirley Phelps-Roper, dotter till Fred Phelps och en av kyrkans främsta talespersoner.

WBC stödde offentligt Åke Green sedan denne dömts (men blev frikänd av högsta domstolen) för hets mot folkgrupp efter en homofobisk predikan. Svenska kyrkans dåvarande ärkebiskop K.G. Hammar kritiserade Phelps för detta. Green har dock offentligt tagit avstånd från Phelps och WBC.
Phelps kyrka uppmärksammades i Sverige mot slutet av 2004, då församlingen på sin webbplats förklarade att tsunamikatastrofen i Sydostasien 2004 var Guds straff mot Sverige för att svensk domstol hade fällt Åke Green för hets mot folkgrupp efter en predikan där Green fördömt bland annat homosexualitet som varande en "sexuell abnormitet" och liknat det vid en "cancersvulst på samhällskroppen". I en intervju för tidningen Aftonbladet i januari 2005 uttalade Phelps sig även kränkande om kung Carl XVI Gustaf, liksom han tidigare gjort på församlingssajten.
Efter bombdåden i London i juli 2005 hyllar församlingens webbplats dåden och tackar Gud för dem samt önskar att fler hade dött. De framför åsikten att Storbritannien är "de fördömda sodomiternas ö" och anklagar Tony Blair för att vara Antikrist. WBC har även demonstrerat på begravningar av soldater som stupat i Irak och Afghanistan och tackat Gud för orkanen Katrina och dess förstörelse av New Orleans.
Westboro Baptist Church och Fred Phelps var föremål för dokumentärfilmen Hatemongers, även kallad Fred: The Movie av dokumentärfilmaren Steve Drain som under inspelningens gång blev medlem i sekten. 2007 gjorde den brittiske dokumentärfilmaren Louis Theroux ett reportage om gruppen (The Most Hated Family in America) och tillbringade mycket tid tillsammans med familjen och intervjuade även Drain. 2011 besökte Theroux WBC igen och gjorde en uppföljning till sin tidigare dokumentärfilm. Under de fyra åren sedan hans tidigare besök hade ett antal medlemmar lämnat gruppen. Familjen har även skildrats i K. Ryan Jones dokumentärfilm Fall from Grace. Fred Phelps dotter Shirley Phelps-Roper har flera gånger fört gruppens talan i media, bland annat har hon medverkat i Hannity & Colmes och The Tyra Banks Show. Enligt Theroux var hon den som bedrev det mesta av kyrkans praktiska dagliga arbete och beslutsfattande vid tiden för hans andra besök, 2011. Fred Phelps och Shirley Phelps-Roper är upptagna på Home Office lista över personer som inte är välkomna i Storbritannien. Som motivering anges att de anses vara engagerade i ett oacceptabelt beteende genom sitt sätt att främja hat, vilket kan leda till våld i samhället.

## Medlemmar och avhoppare
De flesta av kyrkans medlemmar är släktingar till Fred Phelps. Andra medlemmar är familjerna Hockenbarger och Drain. 
Flera medlemmar har under åren hoppat av eller blivit uteslutna. Fred Phelps son Nathan (Nate) Phelps lämnade WBC 1976 och har på senare år engagerat sig för sekularism och HBT-aktivism och mot barnmisshandel. Även flera av hans syskon, däribland Mark och Dortha har lämnat WBC. Lauren Drain uteslöts 2007 och publicerade en självbiografi 2013. Bland Fred Phelps barnbarn har Libby Phelps-Alvarez, Megan Phelps-Roper och Grace Phelps-Roper hoppat av.

## Rättsliga kontroverser
Kyrkans demonstrationer vid begravningar har lett till att flera delstater i USA har infört lagar som förbjuder demonstrationer inom ett visst avstånd från begravningar. Deras demonstrationer har ofta mött motdemonstrationer.
Den 20 augusti 1995 exploderade flera rörbomber utanför WBC. Flera bilar brann upp, men ingen skadades. Två personer greps i samband med deras protester. 
Fred Phelps har fått sin advokatlicens tillbakadragen men flera av kyrkans medlemmar, däribland Shirley Phelps-Roper, arbetar för Phelps-Chartered, den advokatbyrå Phelps grundat. 
2006 stämdes WBC, Fred Phelps och två av hans döttrar efter att ha demonstrerat vid en begravning för Matthew Snyder, en marinkårssoldat som dött i Irakkriget. De stämdes av Snyders familj bland annat för uppsåtligt tillfogande av känslomässigt lidande (intentional infliction of emotional distress). De fanns skyldiga av lokala domstolen men friades i USA:s högsta domstol, med hänvisning till yttrandefriheten i första tillägget i USA:s konstitution.

## Fred Phelps död
I mitten av mars 2014 framkom i media att Phelps var döende och även rykten om att han skulle ha blivit utesluten ur Westboro Baptist Church. Phelps dog den 19 mars. Enligt uppgifter ska Phelps ha blivit utesluten efter en maktstrid mellan Shirley Phelps-Roper och en grupp män i kyrkan. Enligt ett FAQ från Westboro den 16 mars styrs kyrkan av en grupp av åtta äldste. Westboro Baptist Church förnekar att det förekommit några maktstrider i kyrkan.

## Exempel på slagord från WBC
- God hates fags! (Gud hatar bögar)
- Fags hate God! (Bögar hatar Gud)
- God hates America! (Gud hatar Amerika)
- God hates Canada! (Gud hatar Kanada)
- God hates Sweden! (Gud hatar Sverige)
- God hates Jews! (Gud hatar judar)
- God hates Sweden and the royal family! (Gud hatar Sverige & kungafamiljen)
- God hates the world! (Gud hatar världen)
- Thank God for all dead Swedes! (Tack Gud för alla döda svenskar)
- Thank God for hurricane Katrina! (Tack Gud för orkanen Katrina)
- Thank God for the tsunami! (Tack Gud för tsunamin)
- AIDS cures fags! (Aids botar bögar)
- Thank God for AIDS! (Tack Gud för aids)